# 花王院
花王院（かおういん）は岐阜県瑞穂市生津滝坪にある薬師如来を本尊とする高野山真言宗の寺院で、山号は慈徳山。美濃新四国48番札所。
和銅2年（709年）に泰澄が開いたと伝わる。その後天台宗を経て平安時代に実恵の弟子と伝わる慶祐により真言宗に改められる。そのころは七堂伽藍を備え、80以上の末社を従えていたと伝わる。その後の詳しい歴史はあまり知られていないが、文政3年（1820年）に遷化した重遍和尚は大覚寺で祈祷を行ったという傑僧であった。
寺宝として阿育王寺という文字を刻んだ磬を所蔵する。また境内には永正12年（1515年）及び天文22年の年号を記した五輪塔がある。